# 床嶋佳子
床嶋 佳子（とこしま よしこ、1964年（昭和39年）9月23日 - ）は、日本の女優、元バレエダンサー。福岡県福岡市出身。ホリプロ・ブッキング・エージェンシー所属。精華女子高等学校卒業。

## 略歴・人物
6歳頃からバレエをはじめ、13歳でブルガリアのヴァルナ国際バレエコンクール・ジュニアの部に出場。
1983年、19歳で松山バレエ団に入団。
1984年、小川亜矢子バレエスタジオに移籍。
1986年には全日本バレエコンクールで文部大臣賞を獲得。
1988年の日米ソ合作ミュージカル「12ケ月のニーナ」で主役を務めたことをきっかけにバレリーナから女優に転身。1991年フジテレビ系「ヴァンサンカン・結婚」に出演し本格的に女優デビュー。
2020年9月13日、医師の男性との結婚を発表。

## 所属事務所経歴
オフィスPSCを経てホリプロ・ブッキング・エージェンシーに所属。

## 出演

### テレビドラマ
- ヴァンサンカン・結婚（1991年7月4日 - 9月19日、フジテレビ） - 須賀今日子 役
- おとなの選択（1992年1月10日 - 3月20日、TBS） - 小坂江梨子 役
- 子供が寝たあとで（1992年4月18日 - 6月27日、日本テレビ） - 河野玲子 役
- さすらい刑事旅情編V 第13話「山形新幹線・殺意の名将戦振り飛車の女」 （1993年1月20日、テレビ朝日）
- 土曜ワイド劇場（テレビ朝日）
  - 牟田刑事官事件ファイル18（1993年4月3日）
  - 同居人カップルの殺人推理旅行2（1995年3月11日） - 広瀬葉子 役
- 火曜サスペンス劇場（日本テレビ）
  - 逃げたい女（1993年4月20日）
  - 九門法律相談所シリーズ（1994年 - 1999年） - 九門恵 役
  - まりえの客（1994年10月18日） - 上村兼子 役[3]
  - 六月の花嫁 仮想結婚（1995年6月20日）
- 課長さんの厄年（1993年7月4日 - 10月3日、TBS） - 小島真知子 役
  - 課長さんの厄年スペシャル（1994年4月3日、TBS）
- 金曜エンタテイメント（フジテレビ）
  - 顔に降りかかる雨（1994年5月） - 戸田朝子 役
- オトコの居場所 （1994年7月3日 - 9月25日、TBS） - 田村さなえ 役
- 大河ドラマ「八代将軍吉宗」 （1995年1月8日 - 12月10日、NHK総合） - 大典侍 役
- 寝たふりしてる男たち
- 女囚〜塀の中の女たち（1995年3月30日、TBS）
- 月曜ドラマスペシャル「浅見光彦シリーズ(3) 隅田川殺人事件」 （1995年4月24日、TBS） - 小松美保子
- 花王愛の劇場「ママに宿題」 （1995年7月24日 - 9月1日、TBS）
- 輝け隣太郎

1996年
- 元気をあげる～救命救急医物語 （1月15日 - 2月15日、NHK） - 高木佐和子 役
- 月曜ドラマスペシャル「監察医・薮野善次郎」シリーズ(1)〜(10)（ - 2003年、TBS） - 峯島貴子 役

1997年
- 名探偵キャサリン3「花の棺」 （4月7日、TBS）
- ふたり（テレビ朝日） - 内田祐子 役
- 月曜ドラマスペシャル「松本清張特別企画・聞かなかった場所」（7月7日、TBS） - 美弥子 役
- 朝の連続テレビ小説「あぐり」 （NHK） - 下宿屋の未亡人・野々村美和子 役
- はみだし刑事情熱系(2) （10月8日 - 1998年3月25日、テレビ朝日） - 的場今日子 役
- 十津川警部シリーズ(14) 海を渡った愛と殺意（12月29日、TBS） - 林麗子 役

1998年
- まかせてダーリン
- 朝の連続テレビ小説「やんちゃくれ」 - あやめ 役
- 月曜ミステリー劇場「萩・津和野殺人ライン」 - 花崎絵利 役

1999年
- 月曜ドラマスペシャル 水上署の源さん 東京運河 - 信州斑尾高原連続殺人事件（2月22日、TBS） - 結城美奈子 役
- 危険な関係
- きらきらひかるスペシャル - 日向渚 役
- 火曜サスペンス劇場「検事霞夕子(14) 早朝の手紙」

2000年
- 君のままで
- 大河ドラマ「葵 徳川三代」 - お亀の方 役
- 火曜サスペンス劇場「刑事・鬼貫八郎(11) 積木の塔」 - 由比加奈子 役
- 土曜ワイド劇場「渡り番頭・鏡善太郎の推理」シリーズ(1)〜(3)（ - 2005年） - 真澄 役

2001年
- 京都迷宮案内スペシャル　時効直前、15年目の真実！
- 月曜ミステリー劇場「棟居刑事シリーズ」(1)〜(4)（ - 2004年） - 本宮桐子 役
- 月曜ミステリー劇場 逆転の夏 - 酒井静江 役

2002年
- 子連れ狼 （ - 2004年） - あざみ 役
- 火曜サスペンス劇場「警部補 佃次郎(16)　女の賭け」 - 加納和子 役
- 土曜ワイド劇場「おかしな二人」(1)
- うきは〜少年たちの夏〜 - 前島千賀子 役
- お気らく主婦の大冒険4 - 遠山文枝 役
- 水曜女と愛とミステリー 「やもめ記者の事件メモ～松江・出雲・隠岐グルメ街道殺人紀行 」 - 上原富子 役

2003年
- ビギナー（2003年） - 楓の母（声） 役
- 火曜サスペンス劇場「新・女検事 霞夕子」シリーズ(21)〜(25) （ - 2005年） - 霞夕子 役
- 土曜ワイド劇場火災調査官・紅蓮次郎(1)
- 女と愛とミステリー「死蛍（しぼたる）」 - 紗織 役
- 月曜ミステリー劇場「流れ星お銀!事件解決いたします(3)」 - 多治見松子 役
- 金曜エンタテイメント えなりかずきの少年探偵 事件でござる2「信州湯けむり殺人紀行」（2月、フジテレビ） - 倉本弥生 役
- 俺たちの旅 三十年目の運命（12月、日本テレビ） - 延子 役　子連れ狼　♯19「大五郎の決意　一刀対烈堂　大爆破の死闘」

2004年
- おみやさん(3) 第1話 - 三沢涼子 役
- 花王愛の劇場「ママは女医さん」 - 皆川奈津子 役
- 津軽海峡ミステリー航路3 - 武田美代子 役
- 十津川警部シリーズ(32)愛の伝説・釧路湿原
- 月曜ミステリー劇場「捜し屋★諸星光介が走る!」シリーズ(1)〜 - 珠希 役

2005年
- 大河ドラマ「義経」 - 磯禅師 役
- 愛の劇場「ママはバレリーナ」 - 三浦みずほ 役
- 鬼平犯科帳スペシャル「山吹屋お勝」 - お勝 役
- 剣客商売スペシャル「決闘・高田の馬場」（2005年、フジテレビ / 松竹） - 三津 役
- 土曜ワイド劇場「新・赤かぶ検事奮戦記(17)」,「炎の警備隊長五十嵐杜夫(3)」
- 月曜ゴールデン「パートタイム裁判官」シリーズ(1)〜 - 成田柚子 役
- 水曜ミステリー9「警察署長・たそがれ正治郎」シリーズ(1)～ - 久米登美江 役

2006年
- 水曜ミステリー9「猪熊夫婦の駐在日誌(3) 絆」 - 吉井真紀 役
- 月曜ゴールデン「浅見光彦シリーズ(22)　佐用姫伝説殺人事件」- 成沢久子 役
- 土曜ワイド劇場「新聞記者 鶴巻吾郎の事件簿」(1) - 河合真美 役

2007年
- 遠山の金さん 第4話
- よろずや平四郎活人剣 第1話
- 十津川警部シリーズ(38) 愛と悲しみの墓標
- その男、副署長〜京都河原町署事件ファイル〜 第1話
- 女刑事みずき〜京都洛西署物語〜(2) 第6話
- はぐれ刑事純情派20周年スペシャル
- 土曜ワイド劇場「天才刑事・野呂盆六(1)〜スワンの涙〜本庁のコロンボvs美人編集者」 - 白鳥和沙 役
- 金曜プレステージ
  - 外科医鳩村周五郎・闇のカルテIII
  - 黒い帽子の女
  - ひみつな奥さん(2)京都・祇園の巻
  - おばさんデカ 桜乙女の事件帖ファイナル - 大杉薫 役
  - 松本清張スペシャル 殺人行おくのほそ道 - 芦名隆子 役
  - 美ら海からの年賀状

2008年
- 天と地と - 藤紫 役
- 水曜ミステリー9
  - 女かけこみ寺_刑事・大石水穂 - 多田野絵以子 役
  - 監察医・篠宮葉月 死体は語る - 三田村慧子 役
- 土曜ワイド劇場
  - 瀬戸内しまなみ殺人海流 - 石田智恵 役
  - タクシードライバーの推理日誌 同時殺人の乗客!! - 鮫島芙美子 役
  - 新聞記者 鶴巻吾郎の事件簿(2) - 河合真美 役

2009年
- 土曜ワイド劇場
  - 温泉医ぽっかや事件カルテ(7) - 小暮亜希子 役
  - 火災調査官・紅蓮次郎 雨が燃やす紫の炎!! 火の海から女マジシャンを救え!! - 水沢美冴 役
  - デパート仕掛け人! 天王寺珠美の殺人推理(3) - 桐野麻子 役
  - 新聞記者 鶴巻吾郎の事件簿(3) - 河合真美 役
- 官僚たちの夏 - 風越道子 役

2010年
- テレビ朝日ドラマスペシャル「樅ノ木は残った」 - おくみ 役
- 月曜ゴールデン「探偵 左文字進(14)」 - 山科扶美香 役
- 土曜ワイド劇場
  - 検事・朝日奈耀子(9) - 阿久津里子 役
  - 新聞記者 鶴巻吾郎の事件簿(4) - 河合真美 役
- 天使の代理人 Episode3（9月22日 - 9月29日、東海テレビ制作昼ドラマ） - 鈴木杏子 役
- 金曜プレステージ「探偵倶楽部」 - 正木涼子 役

2011年
- CONTROL〜犯罪心理捜査〜 第1話（1月11日、フジテレビ） - 楠田美佐子 役
- フェイク 京都美術事件絵巻 第4話（1月25日、NHK） - 磯部妙子 役
- 元泥棒・助川六郎のご町内防犯パトロール（2月19日、フジテレビ）

2005年に制作され、当初「金曜エンタテイメント」枠で放送される予定だった作品。
- おみやさん 第8シリーズ 第2話（5月5日、テレビ朝日） - 藤澤由紀 役
- 金曜プレステージ「医療捜査官 財前一二三」（5月13日、フジテレビ）
- 土曜ワイド劇場「法医学教室の事件ファイル(33)」（6月11日、テレビ朝日） - 相沢澄江 役
- 月曜ゴールデン
  - 狩矢警部シリーズ(10)（7月4日） - 花村麻耶 役
  - 赤かぶ検事奮戦記(3)（11月14日） - 小林富恵 役

2012年
- 金曜プレステージ「女医・倉石祥子(1)〜死の点滴〜」 （2月17日）
- 月曜ゴールデン「伝説の監察医 オニグマの事件簿」（3月5日、TBS） - 村上瑶子 役
- 水曜ミステリー9
  - さすらい署長 風間昭平(9)（3月7日） - 角村紀久代 役
  - 刑事吉永誠一 涙の事件簿(10)（10月17日） - 安井佳子 役
- ドラマ特別企画「悪女について」（4月30日、TBS） - 林梨江 役
- 土曜ワイド劇場
  - 警視庁・捜査一課長（7月14日、テレビ朝日） - 大岩小春 役
  - 京都南署鑑識ファイル(7)（7月28日、テレビ朝日） - 花房香子 役
  - はみだし弁護士・巽志郎(12)（10月20日、朝日放送） - 沢口香織 役

2013年
- 水曜ミステリー9
  - ガンリキ 警部補・鬼島弥一(3)（7月10日） - 河合美鈴 役
- ドラマスペシャル「いねむり先生」（9月15日、テレビ朝日） - 孝子 役
- 土曜ワイド劇場
  - 警視庁・捜査一課長(2)（8月3日、テレビ朝日） - 大岩小春 役
  - 広域警察(4)（10月19日、朝日放送） - 仁科貴子
- 天国の恋（10月28日 - 12月27日、東海テレビ制作昼ドラマ） - 埴生斎 役
- 金曜プレステージ
  - 剣客商売(2)〜剣の誓約〜（12月27日、フジテレビ） - おとよ 役

2014年
- 大岡越前 第7話（1月10日、NHK BSプレミアム） - お栄 役
- 松本清張 わるいやつら（3月16日、BS日テレ） - 横武多紀代 役
- 刑事110キロ 第2シリーズ 第1話（4月17日、テレビ朝日） - 湯川江利子 役
- 月曜ゴールデン
  - 湯けむりバスツアー 桜庭さやかの事件簿(5)（4月28日） - 貝原響子 役
- ゼロの真実〜監察医・松本真央〜 第3話（7月31日、テレビ朝日） - 蒲生弓子 役
- 金曜プレステージ
  - 剣客商売(3)〜鬼熊酒屋〜（8月8日、フジテレビ） - おとよ 役
- 土曜ワイド劇場
  - ショカツの女(9)（9月27日、朝日放送） - 草間美和子 役
- 新・刑事吉永誠一 第5話（11月14日、テレビ東京） - 岸田愛美 役

2015年
- まっしろ 第1話（1月13日、TBS） - 女優 役
- 相棒 season13 第13話「人生最良の日」（1月28日、テレビ朝日） - 山田淑子 役
- 切り裂きジャックの告白〜刑事 犬養隼人〜 （2015年4月18日、テレビ朝日）
- 医師たちの恋愛事情 第3話（4月23日、フジテレビ） - 白石久仁子 役
- 土曜ワイド劇場
  - 温泉若おかみの殺人推理(29)（8月1日、テレビ朝日） - 薮下早苗 役

2016年
- 孤独のグルメ Season5 特別編（2016年1月1日、テレビ東京） - 独酌 三四郎の女将 役
- 東京センチメンタル 第5話（2月12日、テレビ東京） - 高田みずほ 役
- 土曜ワイド劇場
  - 再捜査刑事・片岡悠介(9)（4月30日、テレビ朝日） - 田所智子 役
- 月曜名作劇場
  - ミステリー作家・朝比奈耕作シリーズ「花咲村の惨劇」（6月6日、TBS） - 花柳苑子 役
- タチアオイの咲く頃に〜会津の結婚〜 （6月24日、福島中央テレビ） - 保科彰 役

2017年
- 月曜名作劇場
  - あんみつ検事の捜査ファイル(2) 白骨夫人の遺言書（2月6日、TBS） - 白洲泰子 役
- 土曜ワイド劇場
  - 100の資格を持つ女〜ふたりのバツイチ殺人捜査〜(12) - 新里梓 役
- アオゾラカット - 川村すみれ 役　※ 大阪発 地域ドラマ （3月15日、NHK BSプレミアム / 5月6日、NHK）
- アキラとあきら - 階堂幸子 役
- 日曜ワイド
  - 家裁調査官・山ノ坊晃(2) - 藤ヶ丘瑠璃子 役
  - 終着駅シリーズ(31) - 田口紀子 役
- 伝七捕物帳 - お駒 役
- 黒薔薇 刑事課強行犯係 神木恭子 - 高宮明子 役
- 名奉行!遠山の金四郎 - おそで 役
- 海月姫（2018年1月15日 - 3月19日、フジテレビ） - 鯉淵容子 役
- 月曜名作劇場
  - 税務調査官・窓際太郎の事件簿33（2018年3月5日、TBS） - 筒井志保 役
- 執事 西園寺の名推理 第4話（2018年5月11日、テレビ東京） - 雪村朱里 役
- 日曜プライム
  - 検事・悪玉2（2018年6月10日、テレビ朝日） - 最上信子 役
- 記憶捜査〜新宿東署事件ファイル〜 第2話 （2019年1月25日、テレビ東京） - 沢珠美 役
- 水戸黄門 第2シリーズ 第2話「鶴がつむいだ兄妹愛 -朝倉-」（2019年5月26日、BS-TBS） - おくま 役
- コーヒー&バニラ 第8話（2019年8月23日、毎日放送） - 北嶋茜 役
- W県警の悲劇 第7話「禁忌の女」（2019年9月14日、BSテレ東） - 滝沢純江 役

2020年
- 恋はつづくよどこまでも 最終話（2020年3月17日、TBS） - 天堂虹子 役[4]
- 警視庁・捜査一課長2020（2020年4月9日 - 2020年9月3日、テレビ朝日） - 大岩小春 役

2021年
- アノニマス〜警視庁“指殺人”対策室〜 第1話（2021年1月25日、テレビ東京） - 真田麻衣子 役

2022年
- 警視庁・捜査一課長season6（2022年4月14日 - 6月16日） - 大岩小春 役[5]
- 月曜プレミア8
  - 再雇用警察官4（2022年7月4日、テレビ東京） - 八木紀佐子 役
- HOTEL -NEXT DOOR- 第4話（10月1日、WOWOW） - 岸本良枝 役

2023年
- 悪女について（2023年3月13日、NHK BS4K） - 尾藤玲子 役
- ながたんと青と-いちかの料理帖-（2023年3月24日 - 5月26日、WOWOW） - 桑乃木愛子 役[6]

2024年
- 坂の上の赤い屋根（2024年3月3日 - 31日、WOWOW） - 鈴木孝子 役[7]
- 警視庁・捜査一課長スペシャル（2024年4月18日、テレビ朝日） - 大岩小春 役[8]
- 警視庁ゼロ係〜スカイフライヤーズ〜（2024年7月22日、テレビ東京） - 西園寺希久子 役[9]

2025年
- 相続探偵 第4話・第5話（2月15日・22日、日本テレビ） - 宮越多津子 役[10][11]
- 弁護士 六角心平 京都殺人事件簿（3月29日、BS日テレ） - 山根沙織 役[12]
- 能面検事 第1話（7月11日、テレビ東京） - 八木沢福子 役[13]

### 映画
- 博多ムービー ちんちろまい（2000年）
- プレイガール（2003年）
- 裁判員〜選ばれ、そして見えてきたもの （2007年）

### 舞台
- ゼアミ（1991年）
- 女系家族（1991年）
- タイタス・アンドロニカス（1992年）
- ジェイクスウィメン（1993年）
- ある日どこかで（1993年）
- 東海道四谷怪談（1995年）
- 屋根の上のヴァイオリン弾き（1996年）
- ラ・カージュ・オ・フォール（1997年）
- 枕草子（1999年）
- アイ・ラブ・マイワイフ（1999年）
- ミツコ（2001年）
- 光源氏物語（2001年）
- 枕草子（2002年）
- 清少納言（2002年）
- 和泉式部（2002年）
- 雪国（2001年～2003年）
- ファウスト（2004年）
- あさきゆめみし（2005年）
- 緑のかげのなかへ（2005年）
- 夏ノ夜ノ夢（2006年）
- エディット・ピアフ（2011年）
- この子たちの夏1945・ヒロシマナガサキ

### その他
- 上岡龍太郎の男と女ホントのところ（TBS） - アシスタント
- にんげんマップ（NHK） - キャスター

### CM
- P&G（1991年）
- 花王（1993年 - 2004年）
- 西武百貨店（1997年）
- 大塚製薬（1997年 - 1999年）
- ハウス食品（2000年 - 2004年5月）
- 興和「ザ・ガード コーワ整腸錠」（2005年 - ）